# Sanremo-Festival 2009
Die 59. Ausgabe des Festival della Canzone Italiana di Sanremo fand 2009 vom 17. bis zum 21. Februar im Teatro Ariston in Sanremo statt und wurde von Paolo Bonolis mit Luca Laurenti und weiteren wechselnden Komoderatoren moderiert.

## Ablauf

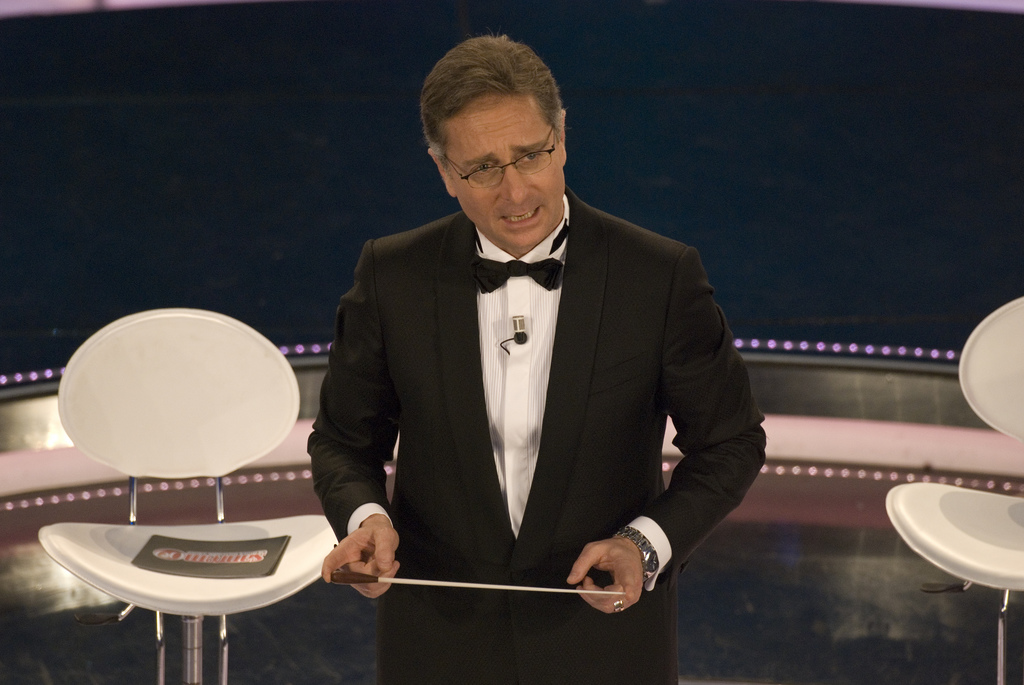
Moderator Paolo Bonolis

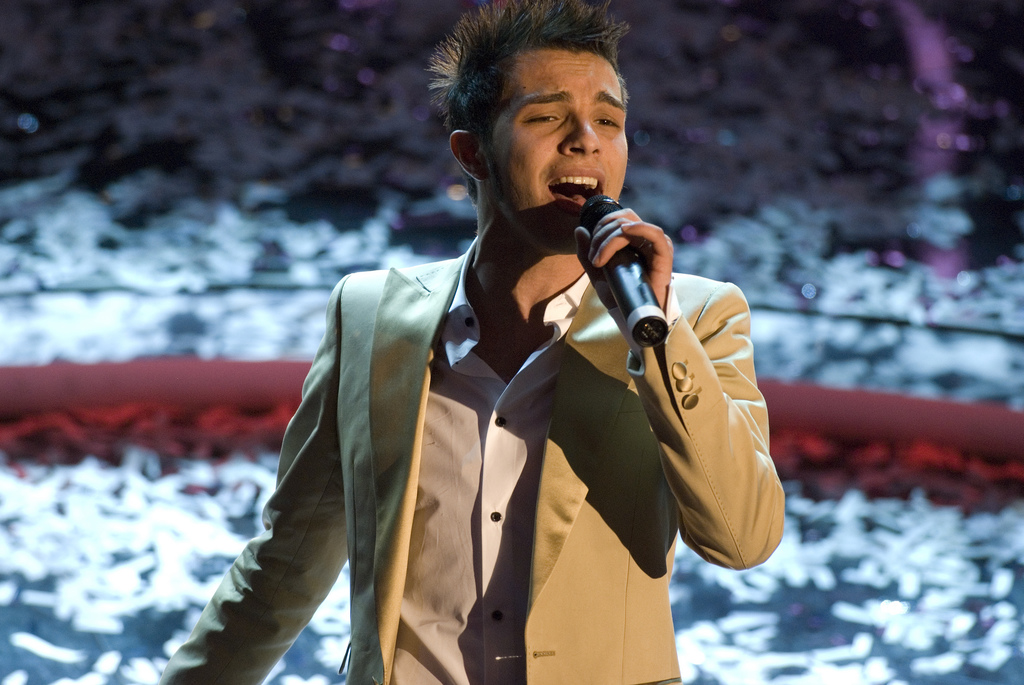
Sieger Marco Carta

Nach dem enttäuschenden Festival 2008 rief die Rai für das Festival 2009 Paolo Bonolis zurück, der wie schon 2005 zusammen mit Gianmarco Mazzi die künstlerische Leitung übernahm. Für die Moderation holte er Luca Laurenti dazu, außerdem begleiteten ihn jeden Abend wechselnde Komoderatoren, darunter am Finalabend Maria De Filippi. Bonolis führte in der Hauptkategorie wieder Ausscheidungen ein, wobei 10 von 16 Beiträgen ins Finale gelangten. Bei den Newcomern erreichten hingegen alle zehn Beiträge das kleine Finale. Im Finale zählten ausschließlich die Stimmen des Fernsehpublikums über Televoting, davor stimmten auch eine demoskopische Jury und eine Jury aus Mitgliedern des Festivalorchesters ab.
Unter den wenigen neuen Namen im Teilnehmerfeld waren die Pop-Rap-Gruppe Gemelli DiVersi, die Rockband Afterhours und der senegalesische Musiker Youssou N’Dour. Außerdem nahmen zwei Abgänger der letzten Staffel der Castingshow Amici di Maria De Filippi teil: Karima bei den Newcomern und Sieger Marco Carta in der Hauptkategorie. Für Gesprächsstoff sorgte Povia, der Sanremo-Sieger 2006, der diesmal mit dem Lied Luca era gay ins Rennen ging; er wurde heftig wegen möglicher Homophobie kritisiert. Die Gästeliste umfasste 2009 u. a. Roberto Benigni, Kevin Spacey, Katy Perry, Premiata Forneria Marconi und Hugh Hefner.
In der Newcomer-Kategorie konnte sich Arisa mit Sincerità durchsetzen, die auch den Kritikerpreis erhielt. In der Hauptkategorie gewann im Televoting schließlich Marco Carta mit La forza mia, vor den Augen seiner „Entdeckerin“ Maria De Filippi. Auf den Plätzen zwei und drei folgten Povia bzw. Sal Da Vinci (Non riesco a farti innamorare), der Kritikerpreis ging an Afterhours mit Il paese è reale. Der Sieg des Castingshow-Siegers Carta durch das reine Televoting sorgte für viel Kritik am Abstimmungssystem, das Festival war ansonsten aber ein Erfolg.

## Teilnehmende Beiträge

### Artisti
- Sieger
- In der Vorrunde ausgeschieden

| Platzierung                           | Interpret                            | Lied                                                                                   | Autoren                                                    |
| ------------------------------------- | ------------------------------------ | -------------------------------------------------------------------------------------- | ---------------------------------------------------------- |
| 1                                     | Marco Carta                          | La forza mia                                                                           | Paolo Carta                                                |
| 2                                     | Povia                                | Luca era gay                                                                           | Giuseppe Povia                                             |
| 3                                     | Sal Da Vinci                         | Non riesco a farti innamorare                                                          | Vincenzo D’Agostino, Gigi D’Alessio, Sal Da Vinci          |
| Finalisten                            | Francesco Renga                      | Uomo senza età                                                                         | Francesco Renga, Maurizio Zappatini                        |
| Finalisten                            | Fausto Leali                         | Una piccola parte di te                                                                | Franco Fasano, Fabrizio Berlincioni                        |
| Finalisten                            | Marco Masini                         | L’Italia                                                                               | Marco Masini, Beppe Dati                                   |
| Finalisten                            | Patty Pravo                          | E io verrò un giorno là                                                                | Andrea Cutri                                               |
| Finalisten                            | Alexia und Mario Lavezzi             | Biancaneve                                                                             | Mogol, Mario Lavezzi                                       |
| Finalisten                            | Al Bano                              | L’amore è sempre amore                                                                 | Guido Morra, Maurizio Fabrizio                             |
| Finalisten                            | Pupo, Paolo Belli und Youssou N’Dour | L’opportunità                                                                          | Mogol, Pupo                                                |
|                                       | Dolcenera                            | Il mio amore unico                                                                     | Dolcenera, Saverio Lanza, Gian Piero Ameli, Oscar Avogadro |
| Gemelli DiVersi                       | Vivi per un miracolo                 | Grido, Takagi, Thema, Francesco Stranges                                               |                                                            |
| Nicky Nicolai und Stefano Di Battista | Più sole                             | Jovanotti, Stefano Di Battista                                                         |                                                            |
| Afterhours                            | Il paese è reale                     | Manuel Agnelli, Giorgio Ciccarelli, Rodrigo D’Erasmo, Enrico Gabrielli, Giorgio Prette |                                                            |
| Tricarico                             | Il bosco delle fragole               | Tricarico                                                                              |                                                            |
| Iva Zanicchi                          | Ti voglio senza amore                | Fabrizio Berlincioni, Franco Fasano                                                    |                                                            |

### Proposte
- Sieger

| Platzierung | Interpret          | Lied                     | Autoren                                                          |
| ----------- | ------------------ | ------------------------ | ---------------------------------------------------------------- |
| 1           | Arisa              | Sincerità                | Giuseppe Anastasi, Giuseppe Mangiaracina, Maurizio Filardo       |
| 2           | Malika Ayane       | Come foglie              | Giuliano Sangiorgi                                               |
| 3           | Karima             | Come in ogni ora         | Karima, Piero Frassi                                             |
| 4           | Chiara Canzian     | Prova a dire il mio nome | Chiara Canzian, Giuliano Sangiorgi                               |
| 5           | Simona Molinari    | Egocentrica              | Simona Molinari                                                  |
| 6           | Iskra              | Quasi amore              | Lucio Dalla, Marco Alemanno, Roberto Costa                       |
| 7           | Filippo Perbellini | Cuore senza cuore        | Cheope, Riccardo Cocciante                                       |
| 8           | Barbara Gilbo      | Che ne sai di me         | Giancarlo Bigazzi, Barbara Gilbo, Sirio Martelli                 |
| 9           | Irene              | Spiove il sole           | Irene Fornaciari, Carlo Ori, Elisabetta Pietrelli, Max Marcolini |
| 10          | Silvia Aprile      | Un desiderio arriverà    | Pino Daniele                                                     |

## Erfolge
18 Festivalbeiträge, davon sechs aus der Newcomer-Kategorie, erreichten im Anschluss die italienischen Singlecharts. Am erfolgreichsten waren die Siegerin und die Zweitplatzierte der Newcomer-Kategorie, gefolgt von den beiden bestplatzierten Beiträgen der Hauptkategorie.

| Jahr | Titel Interpret                                  | Höchstplatzierung, Gesamtwochen, AuszeichnungChartsChartplatzierungen (Jahr, Titel, Interpret, Platzierungen, Wochen, Auszeichnungen, Anmerkungen) | Anmerkungen                           |
| Jahr | Titel Interpret                                  | IT | Anmerkungen                           |
| ---- | ------------------------------------------------ | --- | ------------------------------------- |
| 2009 | Sincerità Arisa                                  | IT1 (18 Wo.)IT | Platz 1 (Newcomer)                    |
| 2009 | Come foglie Malika Ayane                         | IT2 (30 Wo.)IT | Platz 2 (Newcomer)                    |
| 2009 | La forza mia Marco Carta                         | IT2 (15 Wo.)IT | Platz 1                               |
| 2009 | Luca era gay Povia                               | IT3 (9 Wo.)IT | Platz 2                               |
| 2009 | Come in ogni ora Karima                          | IT4 (9 Wo.)IT | feat. Mario Biondi Platz 3 (Newcomer) |
| 2009 | Il mio amore unico Dolcenera                     | IT5 (16 Wo.)IT | Ausgeschieden                         |
| 2009 | Biancaneve Alexia feat. Mario Lavezzi            | IT6 (7 Wo.)IT | Finalist                              |
| 2009 | Vivi per un miracolo Gemelli DiVersi             | IT7 (6 Wo.)IT | Ausgeschieden                         |
| 2009 | Uomo senza età Francesco Renga                   | IT10 (3 Wo.)IT | Finalist                              |
| 2009 | Non riesco a farti innamorare Sal Da Vinci       | IT17 (3 Wo.)IT | Platz 3                               |
| 2009 | L’opportunità Pupo, Paolo Belli & Youssou N’Dour | IT18 (2 Wo.)IT | Finalist                              |
| 2009 | L’Italia Marco Masini                            | IT20 (3 Wo.)IT | Finalist                              |
| 2009 | Egocentrica Simona Molinari                      | IT21 (2 Wo.)IT | Platz 5 (Newcomer)                    |
| 2009 | E io verrò un giorno là Patty Pravo              | IT24 (2 Wo.)IT | Finalist                              |
| 2009 | Più sole Nicky Nicolai und Stefano Di Battista   | IT33 (1 Wo.)IT | Ausgeschieden                         |
| 2009 | Il bosco delle fragole Tricarico                 | IT38 (2 Wo.)IT | Ausgeschieden                         |
| 2009 | Prova a dire il mio nome Chiara Canzian          | IT47 (1 Wo.)IT | Platz 4 (Newcomer)                    |
| 2009 | Spiove il sole Irene                             | IT48 (1 Wo.)IT | Platz 9 (Newcomer)                    |

## Belege
1. ↑  Guido Racca & Chartitalia: Top 100 FIMI Singoli. Lulu, 2013.